# Nagyőr

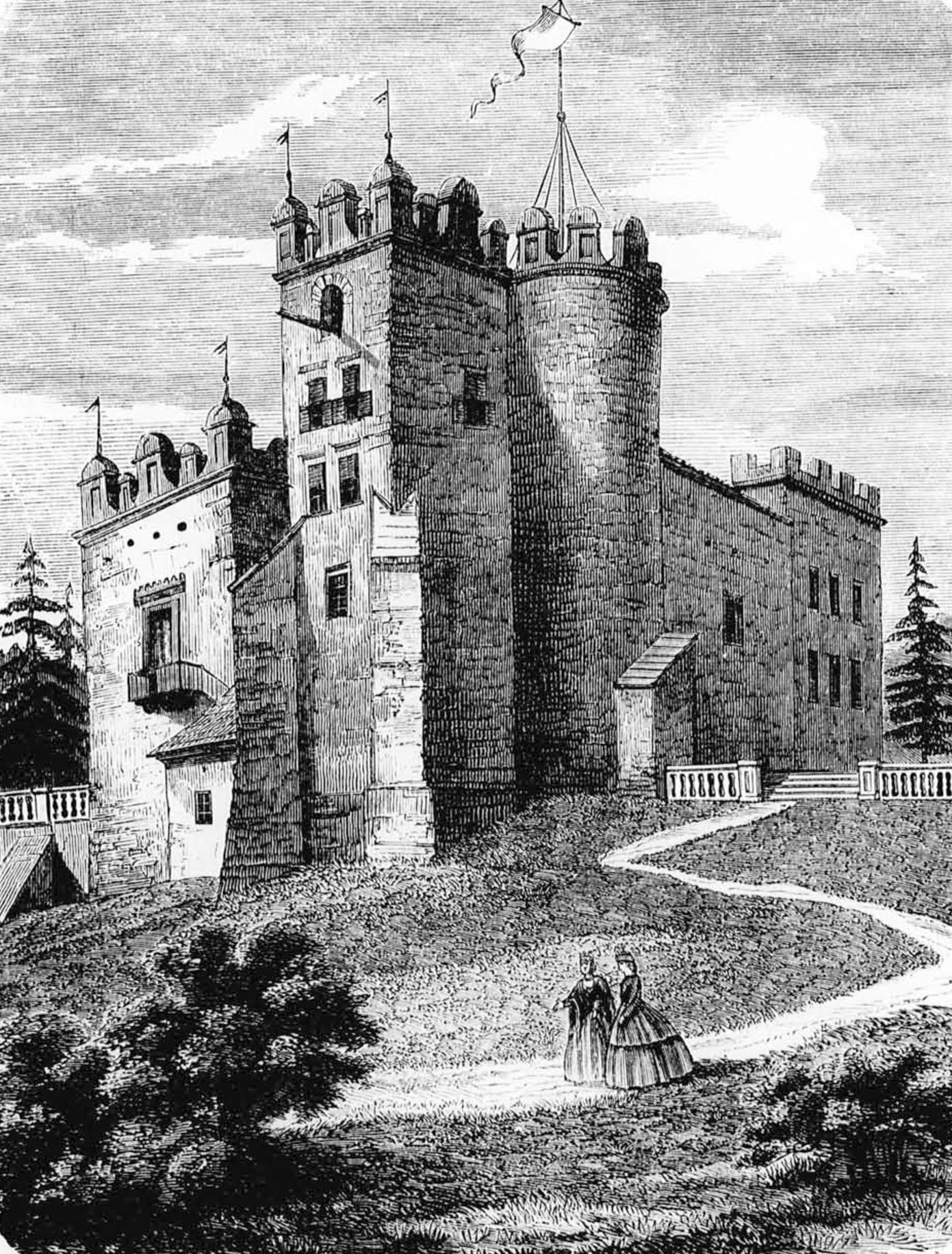
A nagyőri kastély, Myskovszky Viktor rajza, Hazánk s a külföld 3. évf. 22. sz. (1867. május 30.)

Nagyőr (szlovákul Strážky, németül Nehrer) Szepesbéla településrésze Szlovákiában, az Eperjesi kerület Késmárki járásában. Szepesbéla déli városrészeként a Poprád-folyó bal partján fekszik.

## Története
A települést már az Árpád-korban határőrök lakták és erődítménye volt, mely a hagyomány szerint a 12. században a templomosok kolostora lett. A falu első ismert birtokosa a Berzeviczy család volt, akik a 14. század elején kapták a birtokot Károly Róbert királytól. A kolostor romjaira a 15. században a sziléziai Warkoktsch család építtetett gótikus várat. 1556-ban új birtokosa a Horváth-Stancsics család lett. A vár helyére 1570 és 1580 között épült a ma is látható pompás reneszánsz várkastély. Építtetője Horváth-Stancsics Gergely a kor egyik neves humanistája volt, aki főiskolát létesített benne, amely 1711-ig üzemelt. Később a Thökölyek átalakították. 1708-ban tűzvész pusztította, ezután a kastélyt négyszárnyúra bővítették.
A 18. század végén Vályi András így ír róla: „STRASZKA. Tót falu Szepes Várm. földes Ura Horvát Stansics Uraság, lakosai katolikusok, ’s másfélék, fekszik Poprád vize mellett, Bélának szomszédságában, mellynek filiája; határja középszerű, piatza Kézsmárkon.”
1801-ben a település a Szirmay család birtoka lett.
Fényes Elek 1851-ben kiadott geográfiai szótárában így ír a faluról: „Sztráska, Nehrer, tót falu, Szepes vmegyében a Poprád mellett, Késmárkhoz északra 1 órányira, gyönyörű s termékeny vidéken: 172 kath., 196 evang. lak. Az urasági várkastély igen régi épület. A kert ritka növényeire nézve ezelőtt hires volt. Volt itt továbbá hajdan egy apácza zárda, és nevezetes gymnasium, mellyet Horváth Stansith György alapitott, ki Wittenbergában tanult, s fia vala azon Gradeczi Horváth Stansith Márkusnak ki 1557-ben, Szigethvárát Ali basa ellen derekasan megvédelmezvén, jutalmul Sztráska falu kapta. Kihalván férfi ágban a Horváth nemzetség, praefectio által minden jószágok a Szirmay nemzetségre estek.”
A 19. század második felében a Mednyánszky, majd a Czóbel család tulajdonában állt. 1910-ben 491, többségben német lakosa volt, jelentős szlovák kisebbséggel. A trianoni diktátumig Szepes vármegye Késmárki járásához tartozott.
A kastély utolsó birtokosa Czóbel Margit volt.

## Nevezetességei
- Várkastélya berendezése a második világháborúban elpusztult, ma múzeum.
- A Szent Anna templom a 15. században épült gótikus stílusban, harangtornya reneszánsz, 1629-ben épült. Három értékes szárnyas oltára van.

## Híres emberek
- A kastélyban töltötte gyermekkora nagy részét Mednyánszky László, aki édesanyja halála után, 1883-ban a nagyőri kastélyba vonult vissza. A  festőművész képeinek egy része itt látható.

## Külső hivatkozások
- Nagyőr a térképen

## Lásd még
- Szepesbéla